# Initiative populaire « pour l'introduction de la semaine de 44 heures »
L'initiative populaire  « pour l'introduction de la semaine de 44 heures » est une initiative populaire fédérale suisse, rejetée par le peuple et les cantons le 20 octobre 1958.

## Contenu
L'initiative propose de modifier l'article 34 de la Constitution fédérale pour fixer la durée normale du travail à 44 heures par semaine au maximum.
Le texte complet de l'initiative peut être consulté sur le site de la Chancellerie fédérale.

## Déroulement

### Contexte historique

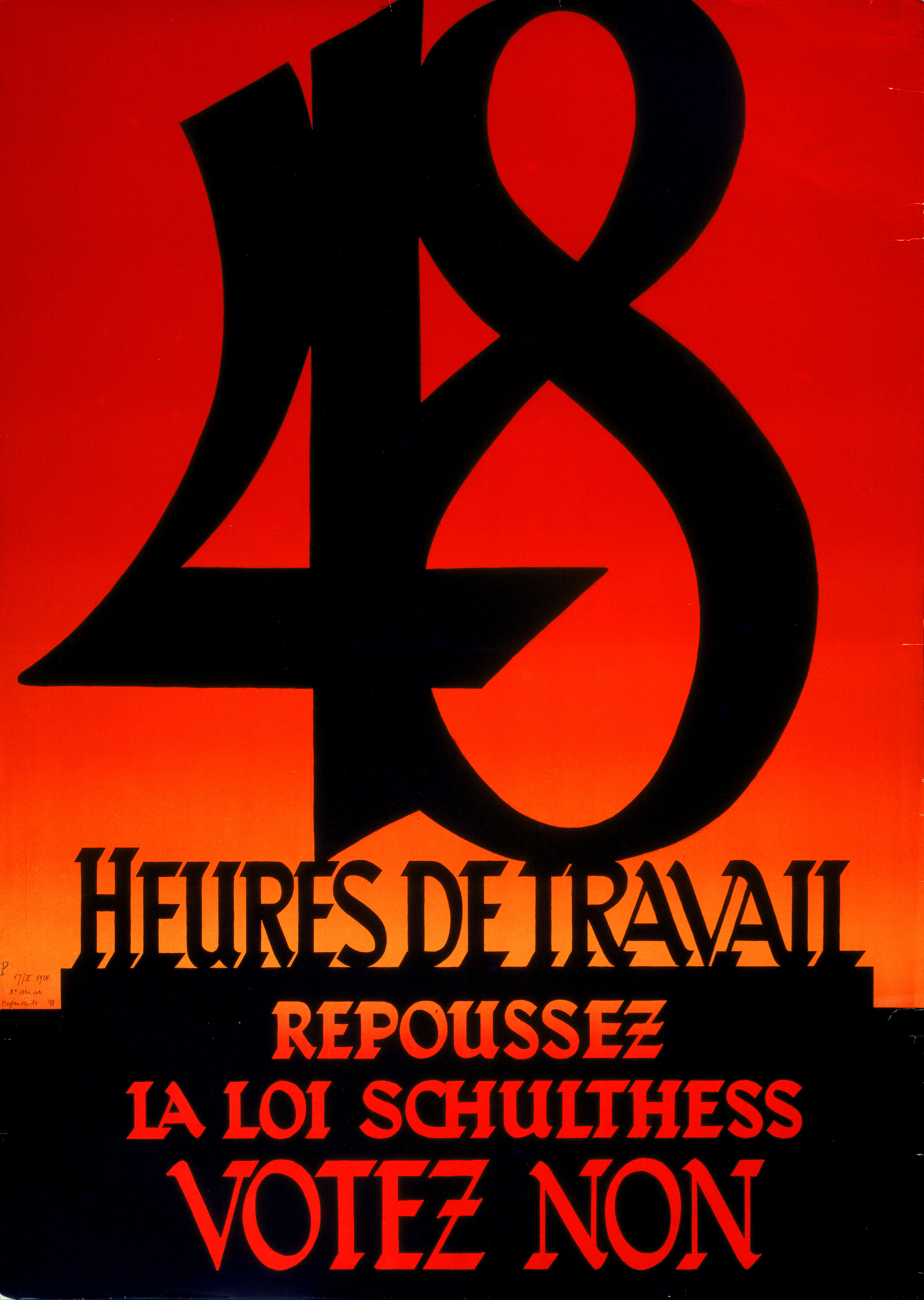
Affiche contre l'augmentation de la durée du travail de 48 à 54 heures. La votation fédérale sur la révision de la loi sur les fabriques (« loi Schulthess ») a rejetée cette augmentation en 1924.

La première loi européenne visant à limiter le temps de travail est adoptée en 1848 dans le canton de Glaris ; elle limite à 15 heures par jour (incluant la pause de midi) le travail des adultes dans les filatures de coton. Lors de l'instauration de l'État fédéral de 1848, le domaine de la protection des travailleurs reste une prérogative cantonale ; si certains cantons, tels ceux de Bâle-Ville ou du Tessin réduisent progressivement la durée quotidienne de travail à 12 heures, d'autres ne légifèrent pas sur cette question, créant ainsi un déséquilibre concurrentiel que ne parviennent pas à régler différentes tentatives de concordat intercantonal.
La Confédération, saisie de cette affaire, édicte alors la loi du sur le travail dans les fabriques qui limite la durée normale du travail pour tous les ouvriers de fabrique à 11 heures par jour ; cette loi est approuvée par le peuple le 21 octobre 1877, puis révisée en 1914 pour fixer la limite au travail hebdomadaire à 59 heures. Alors que la semaine de 48 heures s'impose un peu partout en Europe, une nouvelle modification de cette loi (dite « Loi Schulthess ») qui propose d'augmenter la durée maximum du travail à 54 heures par semaine et 10 heures par jour, est refusée en votation le 17 février 1924.
Après la Seconde Guerre mondiale, les syndicats concentrent leurs revendications sur des questions salariales, abandonnant provisoirement le terrain de la durée du travail. Cette demande est alors reprise par l'Alliance des Indépendants qui dépose cette initiative pour réduire le temps de travail hebdomadaire à 44 heures.

### Récolte des signatures et dépôt de l'initiative
La récolte des 50 000 signatures a débuté le 1er octobre 1954. L'initiative a été déposée le 14 septembre de l'année suivante à la chancellerie fédérale qui l'a déclarée valide le 8 octobre.

### Discussions et recommandations des autorités
Le parlement et le Conseil fédéral recommandent le rejet de cette initiative. Dans son rapport aux chambres fédérales, le gouvernement reconnait comme « valables » les arguments en faveur de la réduction du temps de travail. Il s'oppose toutefois à l'initiative en invoquant les mauvaises conditions économiques dans une période inflationniste ; il remet également en question la pertinence d'une réduction uniforme du temps de travail sans tenir compte des spécificités de chaque branche économique, préférant préconiser une réduction négociée au cas par cas via les conventions collectives.

### Votation
Soumise à la votation le 20 octobre 1958, l'initiative est refusée par 19 5/2 cantons (soit tous sauf le canton de Bâle-Ville) et par 65,0 % des suffrages exprimés. Le tableau ci-dessous détaille les résultats par cantons :

## Effets
Une année après le rejet de cette initiative, l'union syndicale suisse en lance une autre sur le même thème mais la retire à la suite d'une nouvelle modification de la loi sur le travail qui fixe, en 1964 la limite hebdomadaire à 46 heures.
Par la suite, une nouvelle initiative lancée par les Organisations progressistes de Suisse et demandant l'instauration de la semaine de 40 heures échoue en votation populaire le 5 décembre 1976 ; elle est suivie de deux propositions semblables faites par l'union syndicale suisse dont la première échoue lors de la récolte des signatures en 1977 et la seconde devant le peuple le 4 décembre 1988.`
À la fin du XXe siècle, une nouvelle révision de la loi sur le travail change la valeur de référence pour une durée annuelle et non plus hebdomadaire afin d'offrir plus de flexibilité sur le temps de travail.